# Wilhelm Widenmann
Wilhelm Karl Widenmann (* 20. Juni 1871 in London; † 20. September 1955) war ein deutscher Seeoffizier und Marineattaché.

## Leben und Wirken

### Kindheit und Jugend (1871 bis 1890)
Wilhelm Widenmann wurde 1871 als zweiter Sohn des Kaufmanns Carl Wilhelm Widenmann (1834–1871) geboren, der zu dieser Zeit in London Teilhaber der Firma Widenmann und Broicher war, die sich insbesondere auf den Import tropischer Produkte nach Europa spezialisiert hatte. Die Mutter, Helene Johanna Wilhelmine Overweg (* 16. Dezember 1850 im Haus Ruhr; † 2. August 1939 Köln-Marienburg), war eine Tochter des Bismarck-Vertrauten und Reichstagsabgeordneten Carl Overweg. Wilhelm Widenmann verbrachte seine ersten Lebensjahre in London. Sein Vater war bereits vor seiner Geburt, am 12. März 1871, verstorben. Das zwang die Mutter, 1874 mit Wilhelm und seinem Bruder Carl nach Deutschland zurückzukehren, wo sie bis 1876 auf dem elterlichen Gut Haus Letmathe lebten.
1876 zog die Kleinfamilie nach Düsseldorf, wo die Mutter im April 1877 in zweiter Ehe den damaligen Düsseldorfer Oberbürgermeister Wilhelm von Becker heiratete, der so Widenmanns Stiefvater wurde. Von Ostern 1877 bis 1879 wurde Widenmann privat unterrichtet. Danach besuchte er bis 1880 die Vorschule des Königlichen Gymnasiums Düsseldorf und von 1880 bis 1883 die Sexta bis Quarta dieses Gymnasiums. Ostern 1883 wechselte er an das Städtische Gymnasium.
Zu Widenmanns Kindheitsfreunden in Düsseldorf zählten unter anderem die Söhne des Fürsten Karl Anton von Hohenzollern, die Prinzen Wilhelm, Ferdinand (später als Ferdinand I. König von Bulgarien) und Carlos, der spätere Künstler Max Hünten, Karl von Restorff, später Abteilungschef des Marinekabinetts unter Wilhelm II., Ernst Poensgen, später Generaldirektor der Vereinigten Stahlwerke, sowie Widenmanns späterer „Erzfeind“, der zukünftige britische Unterstaatssekretär Sir Eyre Crowe, dessen Vater damals als britischer Konsul in Düsseldorf fungierte. Zu den bekannten Persönlichkeiten, die im Haus der Eltern ein- und ausgingen, gehörten auch die Künstler Andreas und Oswald Achenbach.
Nach der Ernennung Beckers zum Kölner Oberbürgermeister im Jahr 1886 zog die Familie nach Köln, wo Widenmann seine restliche Schulzeit am Friedrich-Wilhelm-Gymnasium verbrachte und Ostern 1890 das Abitur ablegte.

### Frühe Karriere in der Kaiserlichen Marine (1890 bis 1907)
Nach dem Abitur trat Widenmann am 14. April 1890 in die Kaiserliche Marine ein. Nach seiner Ausbildung an der Marineschule in Kiel wurde er am 22. Mai 1893 zum Unterleutnant zur See befördert und diente danach auf dem Torpedoboot D 3 in Kiel und dem Kleinen Kreuzer Seeadler in Ostafrika. Mit ihm besuchte Widenmann unter anderem Kapstadt und die Delagoa-Bucht und war 1896 Zeuge der Beschießung Sansibars durch das englische Kapgeschwader im Britisch-Sansibarischen Krieg. Am 13. April 1896 wurde er zum Leutnant zur See befördert.
Nach Dienst bei der I. Torpedoboots-Abteilung in Kiel und dem Besuch der Marineakademie gehörte Widenmann, am 15. März 1902 zum Kapitänleutnant befördert, von 1904 bis 1906 dem deutschen Ostasiengeschwader in Tsingtau als Artillerieoffizier an.

### Zeit als Marineattaché in London (1907 bis 1912)

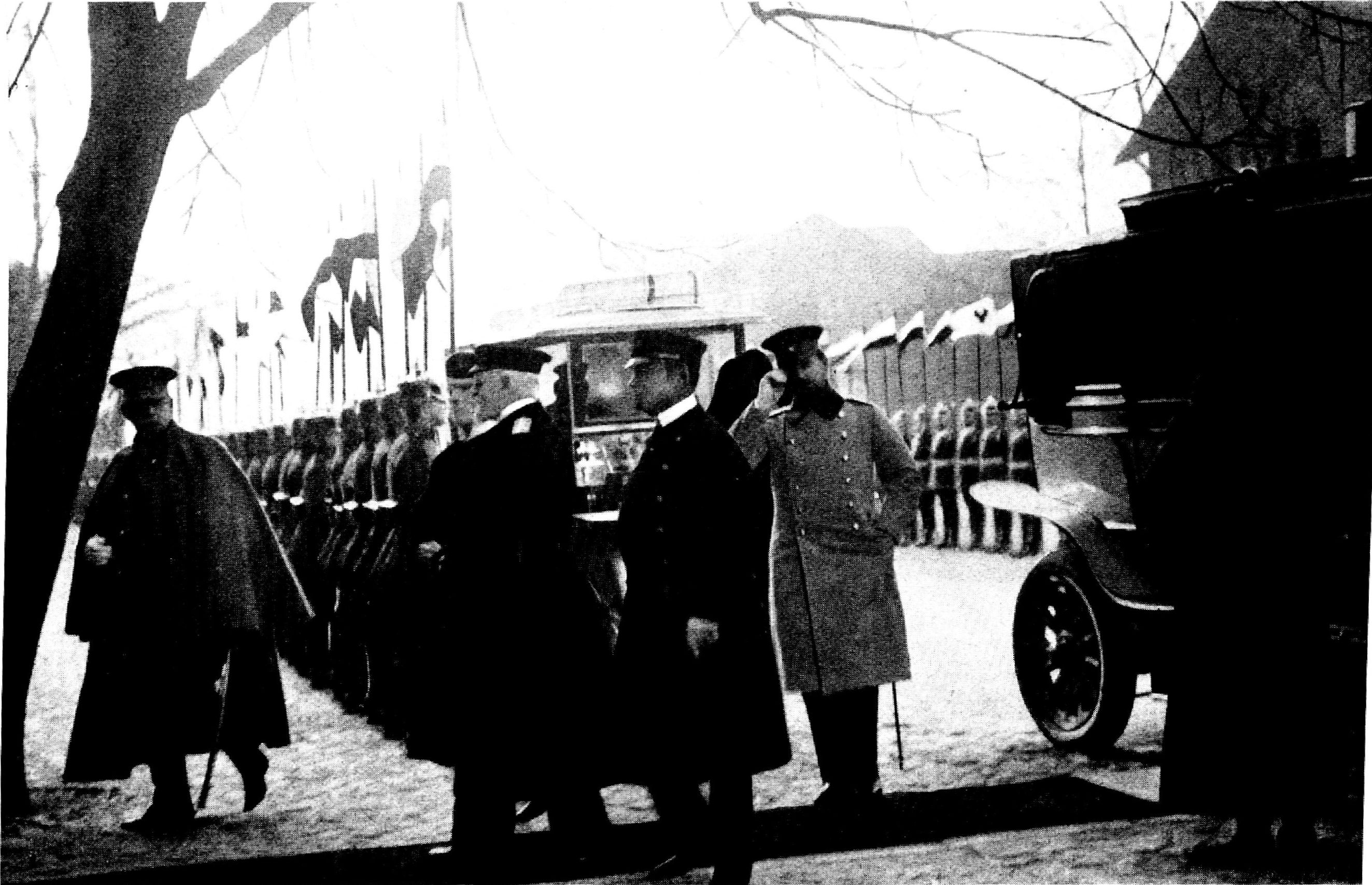
Widenmann (Bildmitte) während des Besuchs des englischen Königs in Berlin im Februar 1909. Hinter ihm (salutierend) steht sein Kollege, der Militärattaché Roland Ostertag.

Besondere Förderung erfuhr Widenmanns Karriere durch den Staatssekretär im Reichsmarineamt (d. h. Marineminister) Alfred von Tirpitz, mit dem ihn ein enges Vertrauensverhältnis auf der Grundlage ähnlicher politischer Grundpositionen verband. Tirpitz veranlasste, dass Widenmann 1907 als Nachfolger von Carl von Coerper zum Marineattaché an der deutschen Botschaft in London ernannt wurde, eine Schlüsselposition der damaligen deutschen Diplomatie, die er bis 1912 bekleiden sollte. Während dieser Zeit wurde er am 27. August 1908 zum Korvettenkapitän befördert.
Als Londoner Attaché spielte Widenmann eine zentrale, anstachelnde Rolle bei der Forcierung des deutsch-britischen Flottenwettrüstens der Jahre vor dem Ersten Weltkrieg: Während sein Vorgesetzter, der Botschafter Paul Graf Wolff Metternich zur Gracht, einen friedlichen Ausgleich der britischen und deutschen Interessen anstrebte, war Widenmann, die politische Realität missachtend, ein energischer Verfechter der deutschen Flottenvergrößerung, die von der britischen Politik, Presse und Bevölkerung als Bedrohung der eigenen Sicherheit wahrgenommen wurde. Dementsprechend unterlief er bewusst alle Versuche seines Vorgesetzten Metternich, eine Beschränkung der deutschen Rüstung zur See zu erreichen und so die britischen Ängste und Verstimmungen – die erheblich zur informellen Anlehnung Großbritanniens an das französisch-russische Bündnis beitrugen – zu beseitigen. Stattdessen nutzte er seine Funktion, um in diplomatischen Berichten und Memoranden an Kaiser Wilhelm II. – zu dem er aufgrund des lebhaften Interesses des Souveräns für Marinefragen direkten Zugang hatte – gegen Metternich Stimmung zu machen, dessen Urteile und Ratschläge, die zu einer maßvollen und verständigungsbemühten Korrektur der eingeschlagenen Politik aufriefen, zu konterkarieren und die Position des Botschafters systematisch zu untergraben. Er erreichte damit nicht nur das Scheitern der Pläne seines Vorgesetzten für ein Flotten-Übereinkommen, sondern trug auch maßgeblich zu dessen Sturz im Jahr 1912 bei. Das von Metternich angestrebte Flottenabkommen sollte ein Größenverhältnis der deutschen zur britischen Flotte festschreiben, das durch eine deutlich geringere Flottenstärke der Kontinentalmacht Deutschland den Sicherheitsbedenken Großbritanniens Rechnung getragen hätte. Stattdessen wurde die deutsche Aufrüstung zur See ungebremst fortgesetzt und damit der deutsch-britische Gegensatz unüberbrückbar.
Ebenso verhinderte Widenmann vor seiner eigenen Abberufung 1912 die Ernennung des gemäßigten Offiziers und Diplomaten Werner von Rheinbaben zu seinem Nachfolger und erreichte stattdessen, dass Kapitän Erich von Müller, der politisch mit ihm auf einer Linie lag, Marineattaché in London wurde. Widenmanns weit über den Rahmen seiner offiziellen Stellung hinausgehender Einfluss auf den Kaiser beruhte insbesondere auch auf seinem guten Verhältnis zum Kronprinzen und der außerordentlichen persönlichen Wertschätzung durch die Kaiserin.
Zu unfreiwilligem literarischen „Ruhm“ kam Widenmann 1917 in Sir Arthur Conan Doyles Sherlock-Holmes-Erzählung The Last Bow, in der er als deutscher Meisterspion von Bork auftritt.

### Im Ersten Weltkrieg
Im Anschluss an seine Tätigkeit in London wurde Widenmann, der zuvor (25. April 1912) noch zum Fregattenkapitän befördert worden war, im September 1912 Kommandant des Kleinen Kreuzers Kolberg (bis Februar 1915), danach bis August 1915 des Kleinen Kreuzers Regensburg. Am 19. September 1914 war er zum Kapitän zur See befördert worden. Im November 1915 wurde er dann zum Leiter des Nachrichtenbüros (N) im Reichsmarineamt berufen und löste in diesem Amt Korvettenkapitän Paul Fischer ab. Zu den Aufgaben des Nachrichtenbüros gehörten die Sammlung von marinebezogenen Informationen aus den verschiedensten Quellen, die Herausgabe von Pressemitteilungen und deren gezielte Platzierung in bestimmten Zeitungen, das Abhalten von Pressebesprechungen im Reichstag sowie seinen Ausschüssen, der gezielte Kontaktaufbau zu Journalisten und die Zusammenarbeit mit ihnen, die bis zur gemeinsamen Herausgabe von Zeitungen und Zeitschriften ging. Über seine ursprüngliche Zielsetzung der Beschaffung, Auswertung und Weitergabe von Informationen hinaus wurde das Nachrichtenbüro aber durch Staatssekretär Alfred von Tirpitz für die Propagierung seiner einseitigen Flottenpolitik instrumentalisiert. Das führte zu Kompetenzstreitigkeiten und Konflikten mit dem beim Admiralstab angesiedelten Marinenachrichtendienst. Diese Situation spitzte sich bis Anfang 1916 so zu, dass Reichskanzler Theobald von Bethmann Hollweg im März 1916 Tirpitz die Kontrolle über die Pressepolitik der Marine entzog und diesen Aufgabenbereich dem Marinenachrichtendienst übertrug. Daraufhin quittierten sowohl Tirpitz als auch Wilhelm Widenmann den Dienst. Während seiner Amtszeit hatte Widenmann immer wieder dagegen protestiert, dass die deutsche Führung, wie er meinte, die Flotte untätig in den Häfen liegen ließ, und auf einen Kampfeinsatz der Flotte gedrängt. Sein Nachfolger wurde ab Juni der bisherige Marineattaché in Washington, Karl Boy-Ed, der wegen seiner Beteiligung an Sabotageaktionen die USA hatte verlassen müssen.
Von April 1916 bis Januar 1917 war Widenmann Abteilungschef im Allgemeinen Marinedepartement des Reichsmarineamtes. Am 13. Januar 1917 wurde er aus der Marine verabschiedet.
Im Februar 1917 wurde er Geschäftsführer der 1914 gegründeten Deutscher Überseedienst GmbH (DÜD), einer von der deutschen Schwerindustrie kontrollierten privaten Nachrichtenagentur. Ihr Ziel bestand in der Beschaffung und Vermittlung wirtschaftsnaher Nachrichten im Interesse deutscher Unternehmen und einer an wirtschaftlichen Interessen orientierten Propagandaarbeit im Ausland. Der DÜD unterhielt dafür in mehreren Ländern, vor allem in der Türkei, sogenannte Bild- und Nachrichtensäle als Plattformen für deutsche Propagandaarbeit. Kaufmännischer Direktor des DÜD war Ludwig Klitzsch (1881–1954).

### Tätigkeit in der Weimarer Republik (1919 bis 1933)
Als Klitzsch 1920 Generaldirektor des Scherl-Verlages in Berlin wurde, rückte Wilhelm Widenmann zum Generaldirektor des Deutschen Übersee-Dienstes auf, der 1923 in den Hugenberg-Konzern von Alfred Hugenberg eingegliedert wurde. Politisch engagierte sich Widenmann wie sein ehemaliger Vorgesetzter und Förderer von Tirpitz in der Deutschnationalen Volkspartei (DNVP) und spielte eine Rolle in dem parteiinternen Richtungskampf, der Hugenberg 1928 an die Spitze der DNVP brachte.

### Späte Jahre (1933 bis 1954)
In den 1930er Jahren fasste Widenmann, unter anderem von Erich Raeder ermutigt, den Plan, eine Geschichte der Kaiserlichen Marine von 1871 bis 1914 zu schreiben. Zu diesem Zweck stellte er einen Stab von zweiundzwanzig Forschern und technischen Fachleuten zusammen und begann mit der Sichtung von Akten. Die Verwirklichung dieses Plans scheiterte aus verschiedenen Gründen, unter anderem auch deshalb, weil die deutschen Marineakten aus den Jahren 1848 bis 1919 nach dem Ende des Zweiten Weltkriegs 1945 von der britischen Marine beschlagnahmt und nach London transportiert wurden, wo sie für deutsche Forscher unzugänglich waren.
Widenmann veröffentlichte stattdessen 1950 – auf Drängen des Historikers Walther Hubatsch – seine Lebenserinnerungen, in denen die Londoner Attachézeit den Schwerpunkt bildet. Sein Nachlass lagert heute unter der Kennnummer N 158 im Bundesarchiv-Militärarchiv in Freiburg im Breisgau.

## Widenmann im Urteil der historischen Forschung
Widenmanns außenpolitisches Wirken in der Zeit vor dem Ersten Weltkrieg wird in der historischen Forschung heute so gut wie einhellig als fatal bewertet. So urteilte Hajo Holborn, Widenmann sei „ein blindes Werkzeug Tirpitzs“ und ein „dilettantischer Störenfried“ gewesen. Lamar Cecil charakterisierte Widenmann in seiner Biografie Wilhelms II. ganz ähnlich als „malicious and ill-tempered devotee of his chief“, und auch der konservative Historiker Gerhard Ritter übte im zweiten Teil seines Werkes Staatskunst und Kriegshandwerk scharfe Kritik an Widenmanns Londoner Tätigkeit. Die Wochenzeitung Die Zeit fasste diese Kritik in einem Artikel zusammen, der vor allem auch das Versagen Wilhelms II. in Bezug auf die Person Widenmanns betonte: „Widenmann hätte nicht so unheilvoll wirken können, der Admiral von Tirpitz hätte nicht so lange seine schützende Hand über den Attaché halten können, wenn dieser nicht einen Rückhalt an dem mächtigsten Manne im Reiche gehabt hätte: dem Kaiser.“
Trotz dieses negativen Charakterbilds sind Widenmanns 1952 erschienene Lebenserinnerungen Marine-Attaché an der kaiserlich-deutschen Botschaft in London 1907-1912 ein wichtiges Zeitzeugnis zur damaligen deutschen Außenpolitik und zur Charakterisierung einzelner Persönlichkeiten, die in diesen Jahren Einfluss auf die Marinepolitik zwischen England und Deutschland zu nehmen suchten.

## Schriften
- Besondere Missionen der preussisch-deutschen Kriegsmarine bis zum Beginn des Weltkrieges 1914-1918. In: Nauticus. Jahrbuch für Deutschlands Seeinteressen, Jahrgang 24, 1941.
- Marine-Attaché an der kaiserlich-deutschen Botschaft in London 1907-1912 (= Göttinger Beiträge für Gegenwartsfragen, Band 4). Musterschmidt, Göttingen 1952. (Mit einem Vorwort von Walther Hubatsch)